# Invalid de război

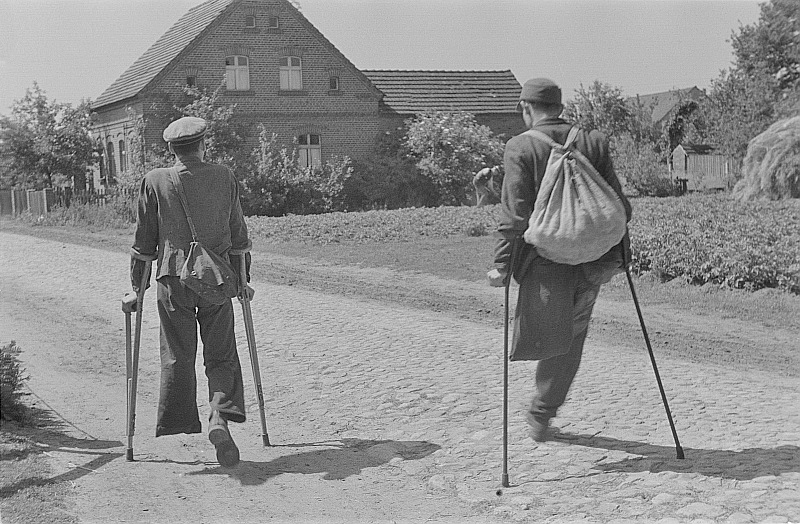
Veterani de război germani cu picioarele amputate în urma celui de-al Doilea Război Mondial

Invalidul de război (cunoscut și ca Mare mutilat de război) este un veteran de război care a suferit o invaliditate permanentă prin rănire sau accidentare în timpul sau din cauza războiului. Această invaliditate este atestată printr-un act medical legal.

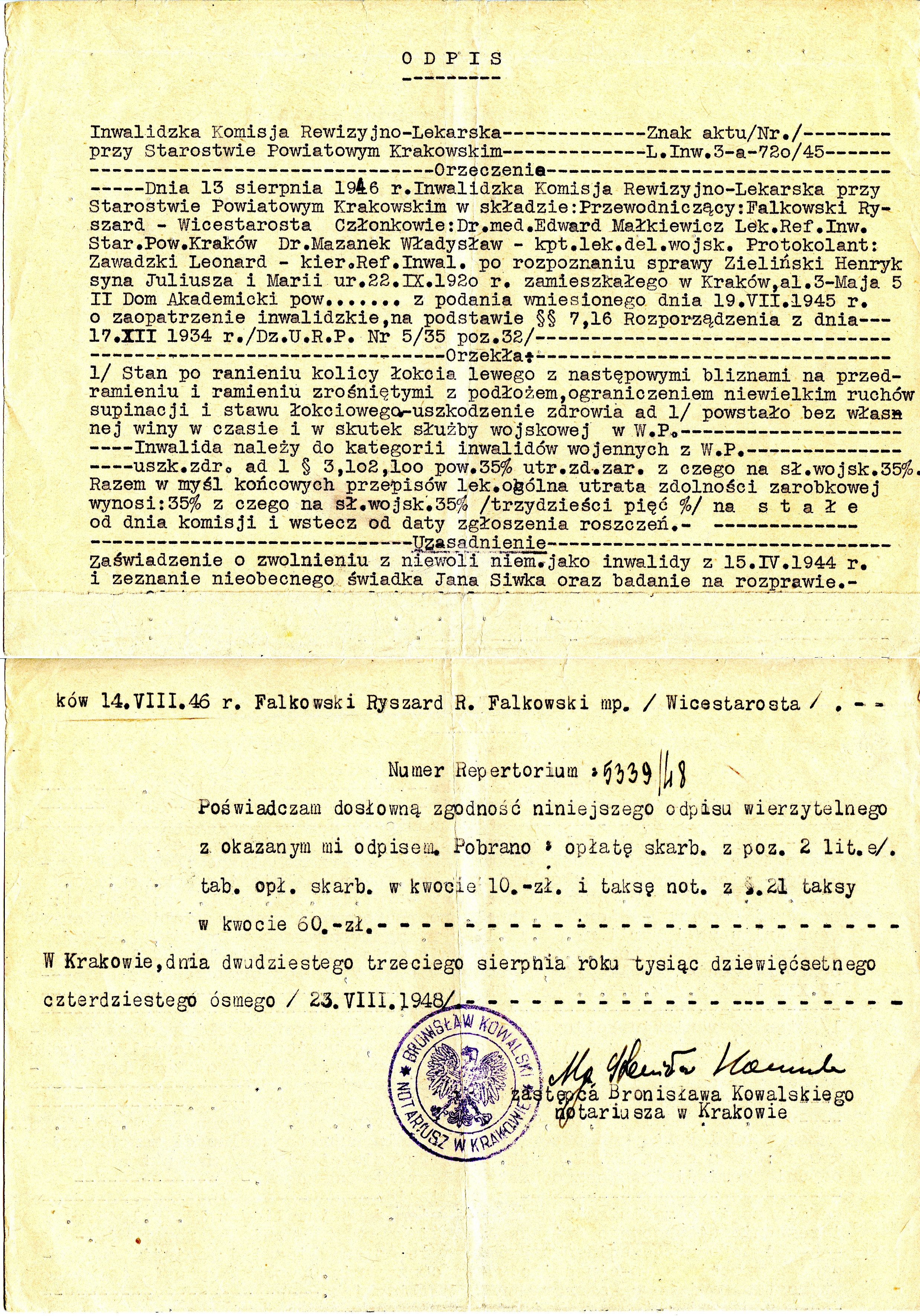
Certificat de clasare ca invalid de război al unui militar polonez

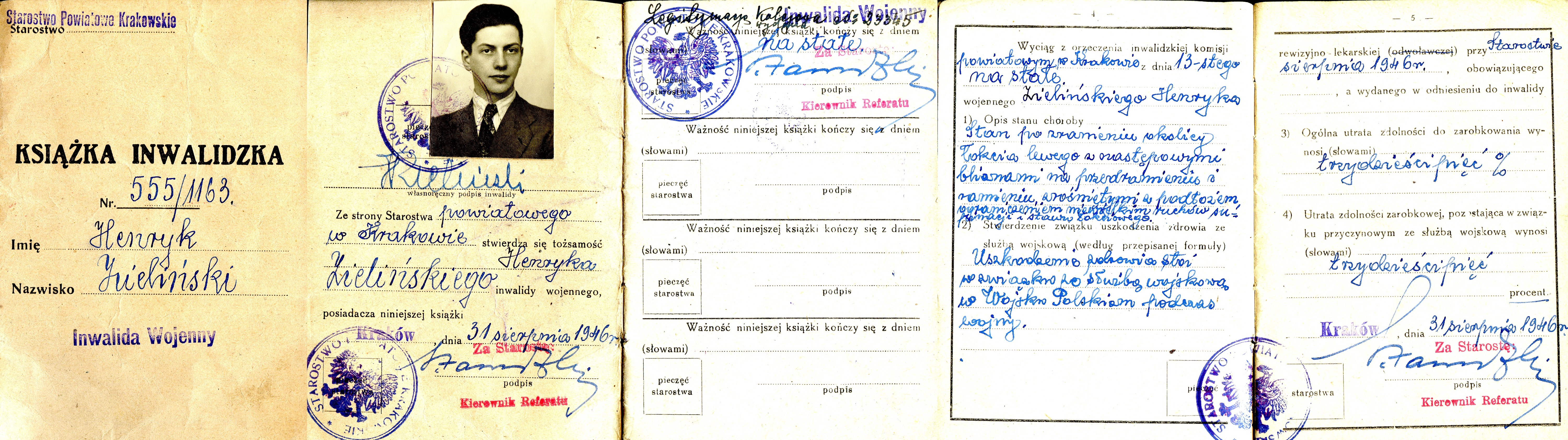
Legitimație de invalid de război (Polonia)

## Istorie
Invalizii de război există, fără îndoială, de când există războaiele, dar numărul lor a crescut mult începând din timpul Primului Război Mondial. Odată cu dezvoltarea bombelor cu dispersie și a munițiilor antipersonal, populațiile civile, adesea copiii, au suferit tot mai mult aceste consecințe ale războiului.
Tradiția protejării invalizilor de război de către stat datează de cel puțin câteva secole: de exemplu, regele francez Ludovic al XIV-lea a hotărât printr-o ordonanță din 1670, completată printr-un edict din aprilie 1674, să construiască un adăpost pentru soldații invalizi. Regele scria în ordonanță că „era foarte rezonabil ca cei care și-au pus de bunăvoie viața în pericol și și-au vărsat sângele pentru apărarea și susținerea Monarhiei noastre... să se bucure de odihna pe care au asigurat-o celorlalți supuși ai noștri și să își petreacă restul zilelor în liniște”. Îndată ce lucrările de construcție ale Hôtel des Invalides au fost încheiate, primii invalizi, supraviețuitori ai Războiului de Treizeci de Ani, s-au mutat aici în octombrie 1674. Aproape 6.000 de invalizi de război au fost internați în Hôtel des Invalides între 1676 și 1690, iar administrația hotelului a angajat medici și chirurgi pentru tratarea infirmităților și pentru restabilirea într-o cât mai mare măsură a sănătății persoanelor internate.
Ulterior au fost organizate centre similare și în alte țări. Regele Frederic al II-lea al Prusiei a înființat în 1748 un adăpost pentru militarii invalizi la Berlin, denumit Invalidenhaus Berlin, pe Scharnhorststrasse, în cartierul Berlin-Mitte construit pentru „vechii tovarăși”, soldații cu dizabilități, în 1748. În 1938 Wehrmacht-ul a fost construit un nou așezământ pentru militarii cu dizabilități în localitatea Frohnau de la periferia extremă nordică a Berlinului, iar invalizii de război au fost mutați acolo. O instituție americană similară este Walter Reed Army Medical Center, fondat în 1909, pentru recuperarea fizică a personalului militar rănit și invalid.
În prezent, invalizii de război beneficiază de obicei de protecția statului în a cărui armată au servit, precum și de beneficii medicale (tratamente și proteze gratuite), beneficii materiale (reduceri la călătoriile cu mijloacele de transport în comun) și pensii. Unele institute oferă cursuri de recalificare profesională pentru ca militarii invalizi să poată exercita o meserie care să le aducă venituri suplimentare.

## Obiective memoriale dedicate invalizilor de război
- Hôtel des Invalides
- Cimitirul Invalizilor din Berlin

## Personalități din România care au fost invalizi de război
- Gheorghe Banea (vezi și Zile de lazaret – Jurnal de captivitate și spital)

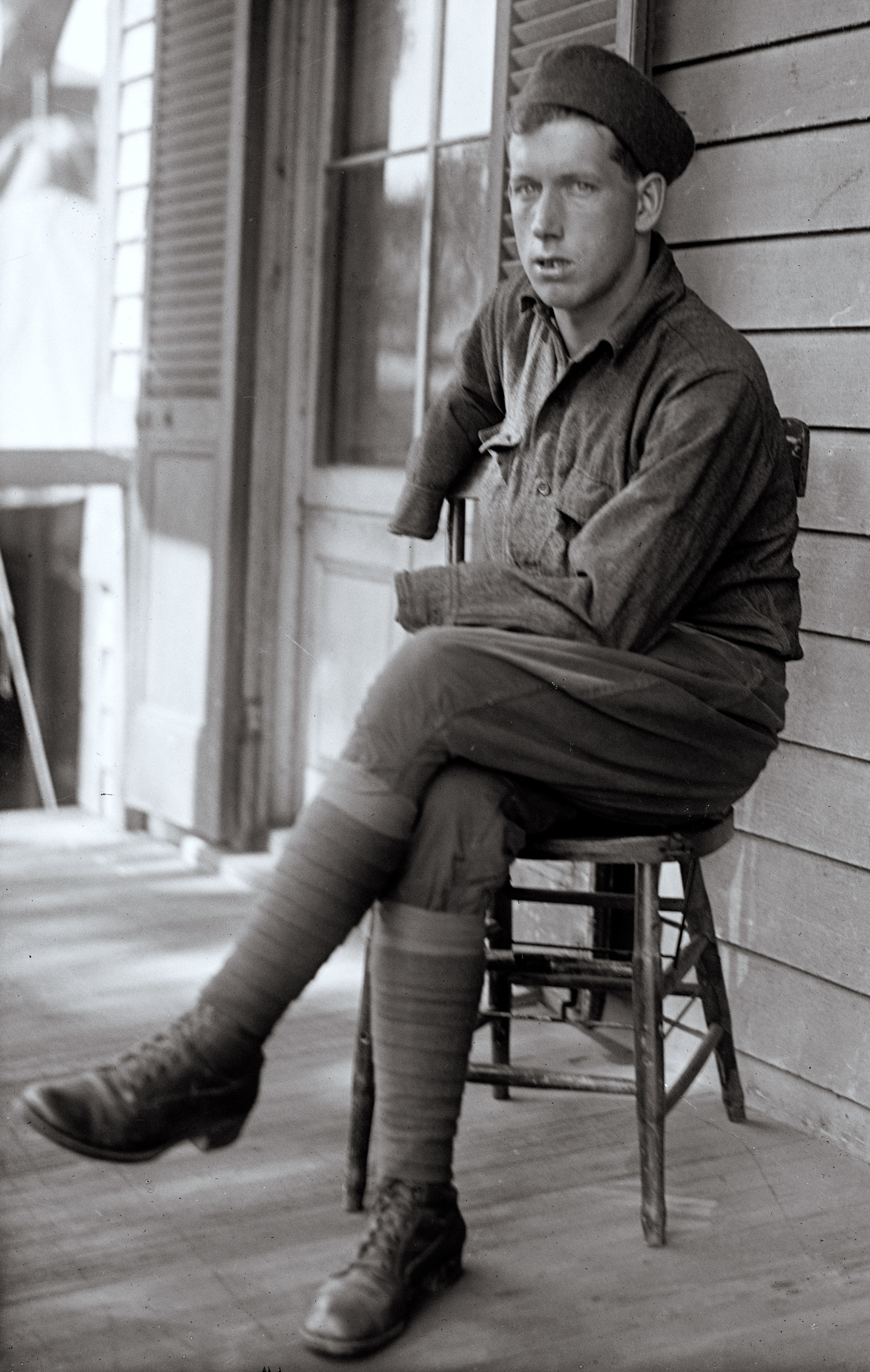
Invalid de război american din Primul Război Mondial la Walter Reed Army Medical Center

- Vasile Băncilă
- Gheorghe Brăescu
- Ion Jalea
- Perpessicius